# Newman Grove
Newman Grove is een plaats (city) in de Amerikaanse staat Nebraska, en valt bestuurlijk gezien onder Madison County en Platte County.

## Demografie
Bij de volkstelling in 2000 werd het aantal inwoners vastgesteld op 797. In 2006 is het aantal inwoners door het United States Census Bureau geschat op 765, een daling van 32 (-4,0%).

## Geografie
Volgens het United States Census Bureau beslaat de plaats een oppervlakte van 1,3 km², geheel bestaande uit land. Newman Grove ligt op ongeveer 522 m boven zeeniveau.

## Plaatsen in de nabije omgeving
De onderstaande figuur toont nabijgelegen plaatsen in een straal van 28 km rond Newman Grove.